# Гезтепе (футбольний клуб)
«Гезтепе» СК (тур. Göztepe Spor Kulübü) — турецький футбольний клуб з району Ізміру Гюзельяли (Гезтепе — назва місцевості у цьому районі). Виступає в другому дивізіоні — Першій лізі. Матчі проводить на стадіоні «Гюрсель Аксель».

## Історія
Клуб засновано 14 червня 1925 року як «Гезтепе Генчлік Кулюбю». Клубними кольорами обрано червоний і жовтий. У 1937 році після об'єднання з «Ізмірспором» клуб спершу перейменували на «Доганспор», а 1939 року знов на «Гезтепе».
Найбільших успіхів клуб осягнув у 1963–1971 роках. Він виступав у вищому дивізіоні — Турецькій Суперлізі, двічі здобував кубок Туреччини, дійшов до півфіналу Кубку ярмарків та чвертьфіналу Кубку кубків. Після фінансових труднощів клуб 2008 року об'єднався з клубом «Аліага Беледієспор» і виступав у Третій лізі, а в 2011 році вже увійшов до Першої ліги.

## Досягнення
- Чемпіонат Туреччини: 1-е місце (1949/50); 3-є місце (1970/71)
- Кубок Туреччини з футболу: володар кубка (1968/69, 1969/70); фіналіст (1966/67)
- Суперкубок Туреччини з футболу: володар кубка (1970)

## Виступи в єврокубках
Кубок Кубків УЄФА:
| Сезон     | Раунд |            | Клуб                 | Рахунок  |
| --------- | ----- | ---------- | -------------------- | -------- |
| 1969—1970 | 1/16  | Люксембург | «Уніон» (Люксембург) | 3-0, 3-2 |
| 1969—1970 | 1/8   | Уельс      | «Кардіфф Сіті»       | 3-0, 0-1 |
| 1969—1970 | 1/4   | Італія     | «Рома» (Рим)         | 0-2, 0-0 |
| 1970—1971 | 1/16  | Люксембург | «Уніон» (Люксембург) | 5-0, 0-1 |
| 1970—1971 | 1/8   | Польща     | «Гурник» (Забже)     | 0-1, 0-3 |

Кубок ярмарків:
| Сезон     | Раунд |           | Клуб                     | Рахунок          |
| --------- | ----- | --------- | ------------------------ | ---------------- |
| 1964—1965 | 1R    | Румунія   | «Петролул» (Плоєшті)     | 0-1, 1-2         |
| 1965—1966 | 2R    | ФРН       | Мюнхен 1860              | 2-1, 1-9         |
| 1966—1967 | 1/32  | Італія    | Болонья ФК               | 1-2, 1-3         |
| 1967—1968 | 1/32  | Бельгія   | ФК Антверпен             | 2-1, 0-0         |
| 1967—1968 | 1/16  | Іспанія   | «Атлетико» (Мадрид)      | 0-2, 3-0         |
| 1967—1968 | 1/8   | Югославія | «Войводина» (Новий Сад)  | 0-1, 0-1         |
| 1968—1969 | 1/32  | Франція   | «Олімпік» (Марсель)      | 2-0, 0-2 (жереб) |
| 1968—1969 | 1/16  | Румунія   | «Арджеш» (Пітешті)       | 3-0, 2-3         |
| 1968—1969 | 1/8   | Югославія | ОФК Белград              | 1-3, 2-0         |
| 1968—1969 | 1/4   | ФРН       | «Гамбургер ШФ» (Гамбург) | (автоматично)    |
| 1968—1969 | 1/2   | Угорщина  | «Уйпешт» (Будапешт)      | 1-4, 0-4         |

## Відомі гравці
- Олександр Кобахідзе
- Сервет Четін